# Joanne Courtney
Joanne Courtney (Edmonton, 7 de marzo de 1989) es una deportista canadiense que compite en curling.
Ganó una medalla de oro en el Campeonato Mundial de Curling Femenino de 2017 y una medalla de plata en el Campeonato Mundial de Curling Mixto Doble de 2017.
Participó en los Juegos Olímpicos de Pyeongchang 2018, ocupando el sexto lugar en la prueba femenina.

## Palmarés internacional
| Campeonato Mundial             | Campeonato Mundial  | Campeonato Mundial | Campeonato Mundial |
| Año                            | Lugar               | Medalla            | Prueba             |
| ------------------------------ | ------------------- | ------------------ | ------------------ |
| 2017                           | Pekín (China)       | Medalla de oro     | Equipo             |
| Campeonato Mundial Mixto Doble |                     |                    |                    |
| Año                            | Lugar               | Medalla            | Prueba             |
| 2017                           | Lethbridge (Canadá) | Medalla de plata   | Mixto doble        |